# Bridge to Terabithia
Bridge to Terabithia is een film van Disney/Walden Media uit 2007 onder regie van Gabor Csupo. De film is gebaseerd op het gelijknamige boek voor kinderen van Katherine Paterson. De Nederlandse vertaling van het boek verscheen bij Uitgeverij Holland onder de titel Een brug naar Terabithia (1982) en werd in 1983 bekroond met een Zilveren Griffel. In 2007 verscheen het boek opnieuw als filmeditie.

## Verhaal
Jesse "Jess" Aarons (Josh Hutcherson) is een jonge tekenaar met een niet al te rijke familie. Samen met zijn zusje May Belle (Bailee Madison) gaat hij elke dag met de bus naar school.
In de klas wordt Jess geplaagd door Scott Hoager (Cameron Wakefield) en Gary Fulcher (Elliot Lawless).
Dan komt er een nieuw meisje in de klas genaamd Leslie Burke (AnnaSophia Robb), ze is ook Jess' buurmeisje.
In de pauze wordt de beste hardloper uitgekozen, Jess heeft hier in de vakantie voor geoefend. Leslie komt er dan bij staan, maar Scott en Gary weigeren het dat Leslie mee doet omdat ze een meisje is en de race alleen tussen jongens gaat. Jess vraagt de twee jongens of ze bang zijn om te verliezen van een meisje en dan kan ze toch meelopen. Ze wint met gemak van alle meelopende jongens.
De volgende dag op school ziet Leslie het tekenschrift van Jess. Leslie geeft Jess een compliment voor de tekeningen en snel worden de twee vrienden.
Na school gaat Leslie ineens naar het land achter hun twee huizen. Dan komen ze bij een touw aan, Leslie zwiept eraan en landt op de andere kant. Hier komt de fantasie tot leven. 'Hun' rijk noemen ze 'Terabithia'.
Jess krijgt van Leslie een schilderdoosje voor zijn verjaardag. Ondertussen krijgen Jess en zijn vader ruzie. De volgende dag geeft Jess Leslie een puppy. Ze noemt hem Prince Terrien. Daarna gaan ze Terabithia weer in.
In Terabithia verschijnt er een trol met het gezicht van de (vrouwelijke) pestkop van school, Janice.
Op school steelt zij (Janice) May Belles twinkies. May Belle wil dat Jess iets terugdoet, maar die doet dit niet.
Thuis gaat Jess mee naar de ouders van Leslie, ze zijn net klaar met hun boek en willen het huis schilderen. Jess helpt mee.
De volgende morgen wordt Jess opgebeld door zijn muzieklerares. Zij vraagt of Jess mee wil naar het museum. Jess besluit het even te vragen aan zijn moeder die half ligt te slapen. Hij twijfelt om te vragen of Leslie ook mee wil maar besluit om dat maar niet te doen.
Eenmaal thuis zit Jess' familie treurig op Jess te wachten. Zijn vader vertelt dan dat Leslie is verdronken in het beekje onder het touw. Jess kan het maar niet geloven. Ook voelt hij zich heel schuldig aangezien het allemaal heel anders was gelopen als hij haar toch had meegevraagd.
De familie Aarons (Jess en zijn ouders) gaan uit respect de familie Burk (Leslies ouders) condoleren. Leslies vader vertelt hier aan Jess dat Jess de enige vriend van Leslie was. Na een tijdje heeft hij zich eroverheen gezet dat Leslie dood is.
Hij begint een brug naar Terabithia te maken met het hout van Leslies vader (die dat toch voor niets meer in de tuin had liggen) en gaat dan naar May Belle. Hij vraagt of ze de prinses van Terabithia wil zijn.

## Rolverdeling
| Acteur          | Personage        |
| --------------- | ---------------- |
| Josh Hutcherson | Jesse Aarons     |
| AnnaSophia Robb | Leslie Burke     |
| Bailee Madison  | May Belle Aarons |
| Robert Patrick  | Jack Aarons      |
| Zooey Deschanel | Juf Edmons       |
| Lauren Clinton  | Janice Avery     |